# Zgalevo
Zgalevo (bulgariska: Згалево) är ett distrikt i Bulgarien.   Det ligger i kommunen Obsjtina Pordim och regionen Pleven, i den centrala delen av landet, 140 km nordost om huvudstaden Sofia.
Trakten runt Zgalevo består till största delen av jordbruksmark. Runt Zgalevo är det ganska tätbefolkat, med 70 invånare per kvadratkilometer.